# Kernel-based Virtual Machine
Kernel-based Virtual Machine (KVM, doslova virtuální stroj založený na jádře) je virtualizační jaderný modul pro linuxové jádro, který jádru umožňuje fungovat jako hypervizor. Součástí oficiálního jádra je od verze 2.6.20, která vyšla v únoru 2007. Původně vznikl pro architekturu x86, ale byl později portován na System/390, PowerPC, IA-64 a ARM. Kromě toho byl také portován na jádra operačních systémů FreeBSD a illumos.
Vývoj původně probíhal v izraelské společnosti Qumranet, kterou v roce 2008 zakoupila americká společnost Red Hat.
Jedná se o svobodný software částečně pod licencí GNU GPL a částečně pod licencí GNU LGPL. Naprogramovaný je v jazyce C.